# Dan River
La Dan River, ou South Branch Roanoke River (en français : la rivière Dan), est une rivière des États-Unis longue de 344 km. Prenant sa source dans le comté de Patrick, elle traverse les états de Virginie et de Caroline du Nord pour se jeter dans le Lac Kerr c'est-à-dire dans le Roanoke.

## Pollution
En 2014, Duke Energy a déversé par accident des milliers de tonnes de cendres de charbon dans la Dan River,.

## Source de la traduction
- (en) Cet article est partiellement ou en totalité issu de l’article de Wikipédia en anglais intitulé « Dan River » (voir la liste des auteurs).